# Der Staatsanwalt hat das Wort: Ich brauch’ kein Kindermädchen
Ich brauch’ kein Kindermädchen ist ein deutscher Fernsehfilm von Horst Zaeske aus dem Jahr 1969. Das kriminologische Fernsehspiel erschien als 12. Folge der Filmreihe Der Staatsanwalt hat das Wort.

## Handlung
Conny Steiner und Gunther Röser, zwei junge Männer, die wegen Körperverletzung bzw. mehrfachen Diebstahls am persönlichen Eigentum  eine längere Haftstrafe verbüßen mussten und nun kurz vor ihrer Entlassung stehen, sitzen im Büro des Stationsleiters. Außer ihnen sind Meister Albert Kindler und Brigadier Kurt Börner anwesend. Sie sind gekommen, um sich im Gespräch mit dem Stationsleiter und intensiver Beschäftigung mit den Strafakten ein Bild von Steiner und  Röser zu machen, die nach der Strafentlassung in ihrem Werk arbeiten sollen.

## Produktion
Ich brauch' kein Kindermädchen entstand Ende 1968/Anfang 1969  im Zuständigkeitsbereich des DDR-Fernsehfunks, Bereich Dramatische Kunst.
Szenenbild: Heinz-Helmut Bruder; Dramaturgie: Jutta Schütz; Kommentar: Peter Przybylski. 
Das Filmmaterial ist verschollen.